# Wojak
 (mai 2023).
Wojak (du polonais wojak [vɔjak], vaguement 'soldat' ou 'combattant'), également connu sous le nom de Feels Guy, est un mème Internet qui est, dans sa forme originale, un simple dessin animé aux contours noirs d'un homme chauve avec une expression mélancolique. L'origine exacte de l'illustration de Wojak est inconnue. Il a peut-être émergé en 2009 sur un imageboard polonais nommé vichan, d'où il a ensuite été republié sur l'imageboard allemand krautchan en 2010 par un utilisateur du nom de « wojak ».
Le mème a ensuite gagné en popularité sur 4chan, puis sur le reste d'internet, jusqu'à devenir un des mèmes les plus importants.

## Histoire
Le plus ancien « Wojak » connu est le surnom d'un utilisateur polonais sur l'imageboard anglophone /int/ du défunt imageboard allemand Krautchan, qui a commencé à publier l'image vers 2010, souvent accompagnée de lamentations sur le fait de ne pas avoir de petite amie. Selon lui, l'image provient à l'origine de l'imageboard polonais vichan, où elle a été publiée avec le nom de fichier « ciepła twarz.jpg » (du polonais « visage chaud »). L'origine exacte de l'illustration de Wojak reste inconnue. Brian Feldman, d'Intelligencer, décrit l'expression du mème Wojak comme « peiné mais non résigné ».
L'image s'est propagée à d’autres imageboards, y compris 4chan, où en 2011, une image de deux Wojaks se serrant l'un contre l'autre sous la légende « I know that feel bro » (« Je sais que ce que tu ressens mon frère ») gagne en popularité. Wojak est également associé avec des expressions telles que « that feel » ou « that feel when », raccourcie en « tfw »,. Certaines variantes l'associent au personnage de Pepe the Frog dans ce que Feldman décrit comme une « romance platonique dans l'espace des mèmes ». Une variation très populaire présente Wojak seul dans un coin à une fête.
Il est présenté comme l'un des « mèmes internet les plus important des tous les temps » ou « l'un des mème parmi les plus repris et détournés sur internet ».

## Variantes

### NPC
En octobre 2018, un Wojak avec un visage gris, un nez pointu et une expression faciale vide et sans émotion, surnommé « NPC Wojak », est devenu une représentation visuelle populaire pour les personnes qui ne peuvent pas penser par elles-mêmes ou prendre leurs propres décisions, en les comparant à des personnages non-joueurs (en anglais non-playable characters) des jeux vidéo. Le NPC Wojak acquiert une notoriété en ligne puis l'attention des médias, initialement dans Kotaku et le New York Times, en raison de son utilisation pour parodier le supposé comportement grégaire des démocrates américains,. Cette utilisation du mème est attribuée aux partisans de Donald Trump. Environ 1 500 comptes Twitter se faisant passer pour des militants libéraux avec le mème NPC comme photo de profil sont suspendus pour avoir diffusé de fausses informations sur les élections américaines de 2018,. Le 13 janvier 2019, un collectif d'art conservateur connu sous le nom de « The Faction » détourne un panneau d'affichage pour Real Time with Bill Maher, remplaçant l'image de Maher par celle du NPC Wojak.

### Coomer
En novembre 2019, le « Coomer » Wojak gagne en popularité avec le défi No Nut November (défi consistant à s'abstenir de se masturber pendant tout le mois de novembre). Le Coomer dépeint un montage Wojak souriant avec des cheveux négligés, des yeux cerclés de rouge et une barbe en désordre. Ce Wojak est parfois représenté avec une silhouette maigre et un grand bras droit musclé résultant d'une masturbation excessive. Il est généralement compris qu'il représente une personne ayant une dépendance à la pornographie,.

### Doomer
Le doomer est un archétype de personnage apparu pour la première fois sur 4chan. L'image représente généralement Wojak portant une casquette noire et un sweatshire à capuche noir, avec des cernes sous les yeux, tout en fumant une cigarette. L'archétype incarne souvent le nihilisme, la dépression, ou le désespoir. Il peut être associé à une croyance en la fin imminente du monde pour des causes allant de l'apocalypse climatique au pic pétrolier,,. Le mème apparaît pour la première fois sur l'imageboard /r9k/ de 4chan en septembre 2018.
Un format de mème connexe, « doomer girl », commence à apparaître sur 4chan en janvier 2020, et il se déplace rapidement vers d'autres communautés en ligne, notamment Reddit et Tumblr, souvent par des femmes le revendiquant de ses origines 4chan. Ce format est décrit par The Atlantic comme « une femme rapidement esquissée avec des cheveux noirs, des vêtements noirs et des yeux tristes cernés de maquillage rouge ». Le personnage de la doomer girl est souvent associé à la e-girl et aux sous-cultures alternatives. Le personnage apparaît souvent dans mèmes où elle interagit avec le personnage doomer d'origine,. Ce format est souvent comparé aux rage comics.

### Soyjak
Soyjak, combinant « soy » (le soja en anglais) et « wojak », est une variante de Wojak qui combine des illustrations de style Wojak avec des caractéristiques du cliché injurieux du soy boy,. Il est généralement utilisé dans les discours en ligne, comme sur 4chan et divers autres sites et imageboards, pour se moquer de la position d'un adversaire en le citant à côté d'une image Soyjak.
Le premier exemple de Soyjak apparaît en décembre 2017 sur 4chan, via l'imageboard /int/. Il gagne rapidement en notoriété sur le site, engendrant de nombreuses modifications et variantes, se moquant généralement des intérêts associés aux « soy boys ». Les Soyjaks ont généralement leur bouche grande ouverte. Mis à part la variante originale de Soyjak, une édition de Wojak avec des lunettes et une barbe hirsute, il devient courant de dessiner une personne réelle perçue comme correspondant au stéréotype du « soy boy » avec un style de dessin similaire à celui de Wojak.